# Marbre de Candoglia

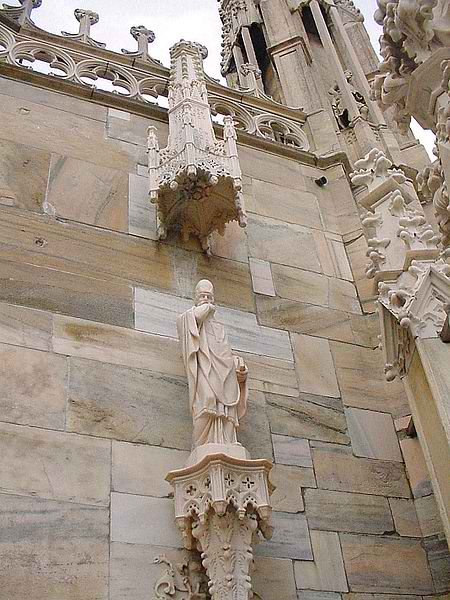
Un angle du toit du dôme de Milan, tout en marbre de Candoglia, montrant les variétés chromatiques de cette pierre.

Le marbre de Candoglia est un type de marbre  blanc, rose ou gris, extrait des carrières de la frazione de Candoglia dans la commune de Mergozzo, en Val d'Ossola dans la région du Piémont en Italie.

## Historique
Connu depuis l'époque romaine,les premières carrières remontent à l'époque augustéenne et ont été exploitées jusqu'à la fin de l'époque impériale, étant donné que des découvertes, en particulier des sarcophages, en marbre candoglia ont été trouvées à Milan, Pavie et aussi à Turin, il est cependant employé dans de rares cas. Son usage le plus important remonte en 1387 lorsque le seigneur de Milan Gian Galeazzo Visconti, concède l'exploitation des carrières de Candoglia à la Veneranda fabbrica del Duomo di Milano pour en extraire le marbre nécessaire à la construction du dôme de Milan.
Le site de Candoglia fut choisi pour plusieurs critères : la qualité du marbre et surtout la disponibilité d'une voie fluviale (lac Majeur, le Tessin et les Navigli de Milan) qui facilitait l'acheminement des blocs de marbre. En outre, Gian Galeazzo Visconti  accorda aussi l'exonération des  droits sur tout le matériel de construction. Les embarcations transportant du marbre, de la chaux, du bois, etc., pour la fabbrica étaient signalées par l'inscription latine Ad usum fabricae (it) (AUF) qui garantissait l'exemption de paiement de taxe : d'où dérive l'expression lombarde a uff, c'est-à-dire gratuitement.
À partir du XVe siècle, le marbre de Candoglia a également été utilisé pour d'autres monuments que la cathédrale de Milan, comme l'arche de Saint Augustin dans la basilique San Pietro in Ciel d'Oro à Pavie et la chartreuse de Pavie.
Une loi de 1927, confirmée ultérieurement par une loi régionale piémontaise, renouvela le droit exclusif de la fabbrica del Duomo d'utiliser les marbres de Candoglia.

## Géologie
Il s'agit d'un filon relativement étroit d'une épaisseur de 8 à 30 mètres, disposé verticalement dans la formation gneissique-kinzigitique de la zone Ivrée-Verbano (it).